# Dyckerhoff Park „Mythos Stein“

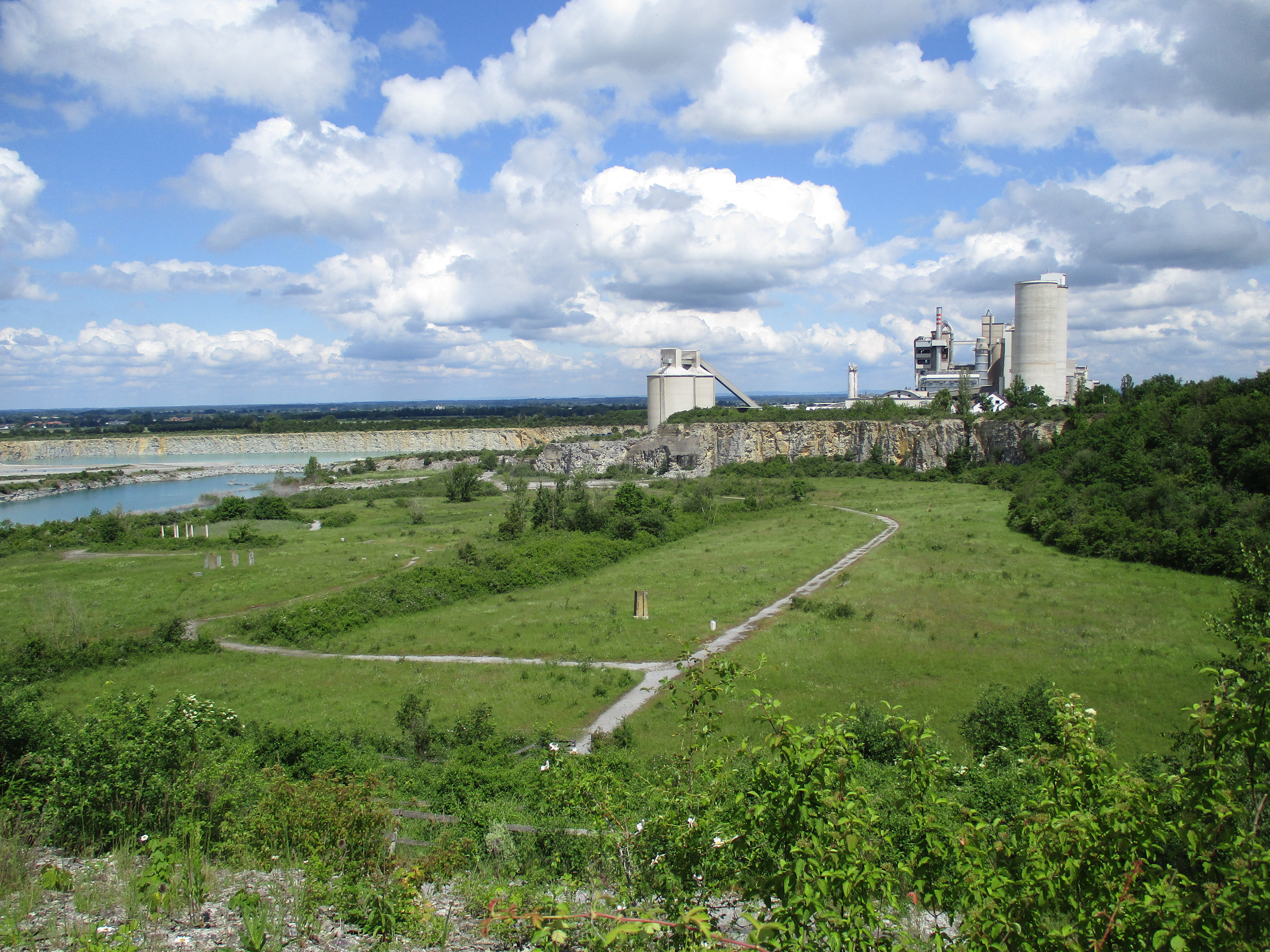
Dyckerhoff Park „Mythos Stein“

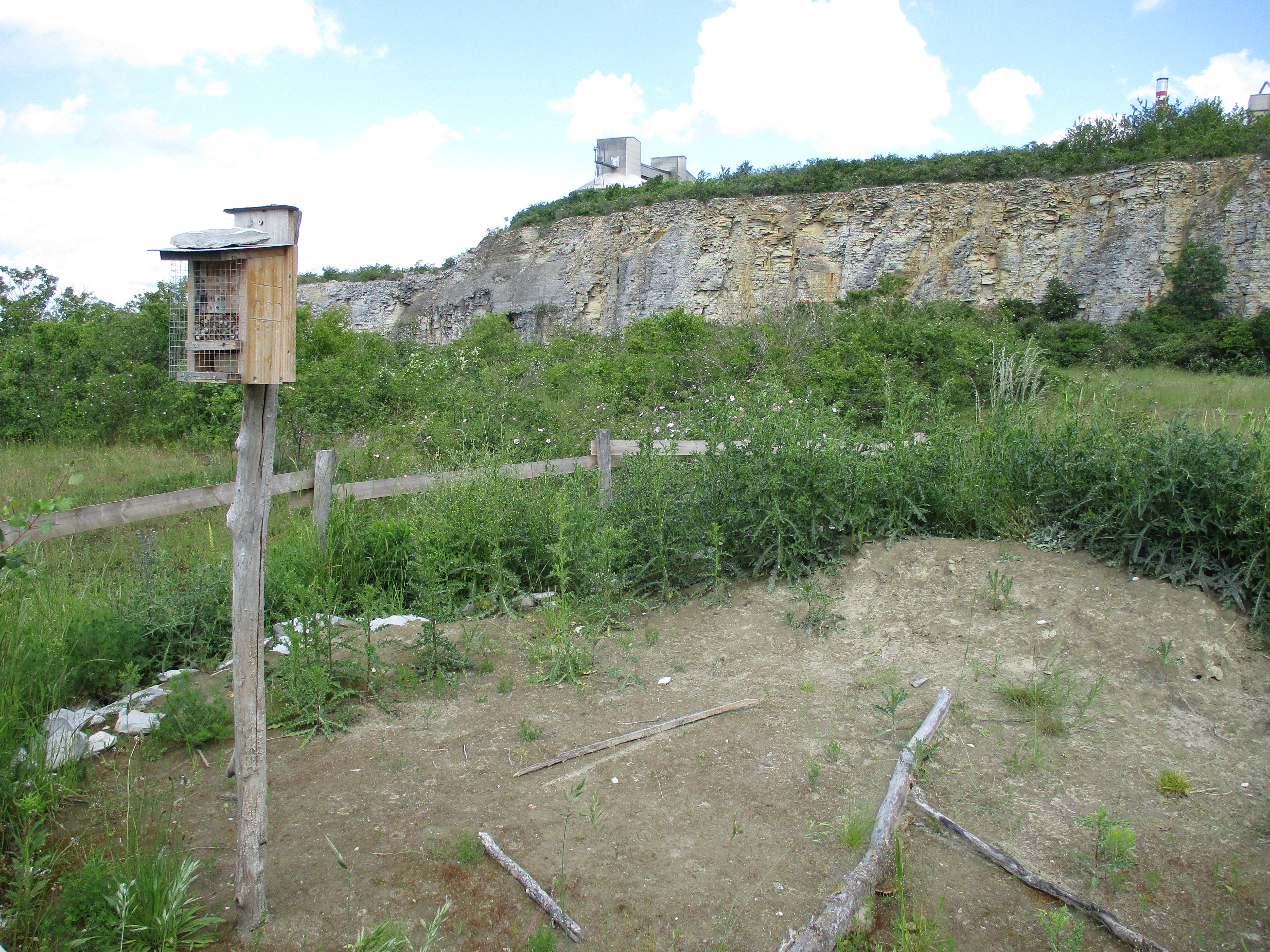
Sandarium für Wildbienen

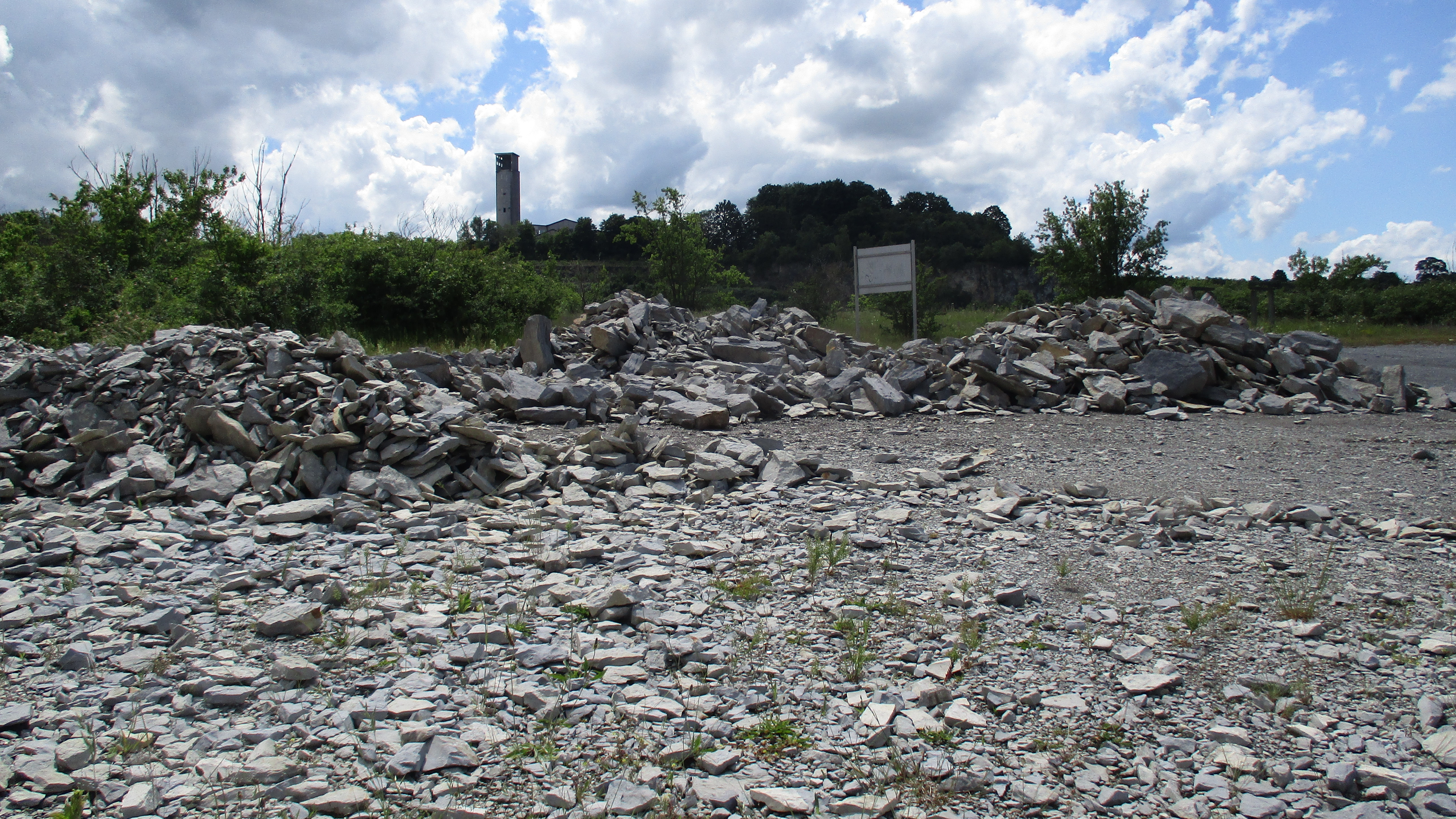
Abraum mit der Möglichkeit der Fossiliensuche

Der Dyckerhoff Park „Mythos Stein“ ist ein kleiner Themenpark in einem Steinbruch des Baustoffherstellers Dyckerhoff im Süden von Geseke im Kreis Soest. 2008 wurde eine 7 ha große renaturierte Teilfläche des Kalksteinbruchs Fortuna über eine Rampe zugänglich gemacht und für die Öffentlichkeit als Naherholungsgebiet freigegeben. Er vereinigt Zementindustrie, Geologie, Kunst, Natur- und Landschaftserlebnis zu einem Gesamtensemble. Informationstafeln geben Auskunft über das Zementwerk in Geseke, die Renaturierungsmaßnahmen, sowie Flora und Fauna im Steinbruchpark. Der integrierte Skulpturenpark „Mythos Stein“ ist ein Projekt der Soester Künstlerin Renate Geschke. Im hinteren Bereich des Parks ist im Abraum die Suche nach Fossilien möglich.
Der Park ist ein Erlebnispunkt der 114 km langen Radroute Steine und Mehr der Kommunen Geseke, Anröchte und Warstein.

## Beschreibung
Der Zugang zum Dyckerhoff Park erfolgt über einen unbefestigten Besucherparkplatz, der etwa 500 Meter südlich vom Dyckerhoff Zementwerk Geseke am Schneidweg 28 entfernt liegt. Von dort hat man einen Ausblick auf den weitläufigen Kalksteintagebau und den Steinbruchsee. Bei klarem Wetter reicht die Aussicht bis ins südliche Münsterland. Steile Felsenhänge eröffnen eine urtümliche Landschaft und geben Einblick in die Geologie der Erwitte-Formation. Im aktiven Teil des Steinbruchs gibt es noch Sprengungen mit. Gegenüber befindet sich das Zementwerk über dem stillgelegten Teil, der für Besucher zugänglich ist. Auf der renaturierten Fläche befinden sich steinzeitlich anmutende Bauten, wie ein Turm, ein megalithischer Steinkreis und eine Tempelruine. Der Weg in den Steinbruchpark führt über eine 700 m lange Rampe. Auf Infotafeln erfährt man etwas über die Geschichte, Bedeutung und Funktion des Zementwerks und das Naturschutzprojekt zur Pflege und Erhalt des Biotops.

## Lebensraum Steinbruch
Im Laufe der Jahre hat sich aus dem stillgelegten Tagebaubereich ein Trittsteinbiotop entwickelt. Steile Kalksteinhänge, Pionierbäume und Sträucher, sowie der trockene Kalkmagerrasen bieten Lebensraum für viele seltene Tier- und gefährdete Pflanzen. Im Steinbruchpark haben Botaniker bereits über 150 verschiedene Pflanzenarten entdeckt, darunter Schillergras, Fransenenzian und Knabenkraut. In Zusammenarbeit mit der Stadt Geseke und der Naturschutz-Stiftung Geseke wird der Dyckerhoff Park regelmäßig gepflegt, um die offenen Magerwiesenflächen zu erhalten und damit sie nicht von Büschen und Bäumen zugewuchert werden. Jedes Jahr ab Mitte Juni wird die Fläche von einer gemischten Herde aus ca. 100 Schafen und Ziegen für 4 – 6 Wochen beweidet.
Die blütenreichen Wiesen sind Nahrungsgrundlage für Schmetterlinge, Heuschrecken und andere Insekten. An einem extra angelegten Sandarium kann man Wildbienen beobachten. Im Steinbruch leben auch verschiedene Amphibien und Eidechsen. Diese bekommt man aber eher selten zu sehen, da sie sich vorwiegend in Feuchtgebieten und Gewässern im abgesperrten Betriebsgelände aufhalten. An warmen, feuchten Abenden im Spätfrühling kann man jedoch dem Froschkonzert der Geburtshelfer- und Kreuzkröten lauschen.
Vögel kann man hier häufiger beobachten. Neben den üblichen Gartenvögeln wie Amseln, Rotkehlchen und Grasmücke haben sich hier Mauersegler, Turteltauben, Neuntöter und Uhus angesiedelt. Turmfalken und Wiesenweihe kreisen auf Suche nach Beute am Himmel – und das ist nur eine kleine Auswahl der gefiederten Artenvielfalt.
Auch wenn der Dyckerhoff Park nicht direkt als Naturschutzgebiet ausgewiesen ist, gibt es folgende Verhaltensregeln:
1. Respekt vor dem Ort und der Natur
2. Hunde anleinen
3. Tiere nicht ärgern und Pflanzen nicht pflücken oder mitnehmen, da viele hier vorkommende Arten unter Naturschutz stehen
4. Kein offenes Feuer machen, da ein Trockenwiesenstandort leicht entzündlich ist
5. Keinen Müll hinterlassen

## Fossilien finden
Standort
Im hinteren Teil des Dyckerhoff Parks kann man in einen Abraumhaufen auf Fossiliensuche gehen. Geologisch ist der hier abgebaute Kalkstein aus der Erwitte-Formation und entstand vor 80 Millionen Jahren in einen oberkreidezeitlichen Schelfmeer. Dinosaurier wird man hier wohl kaum finden, aber es ist gut möglich, dass man beim Durchsuchen der Steinhaufen versteinerte Überreste von Muscheln, Seeigeln, Haifischzähne oder sogar einen bis zu 30 cm großen Ammoniten entdeckt. Werkzeug, wie einen Geologen- oder Zimmermannshammer, sowie Sicherheitsausrüstung (Schutzbrille, Arbeitshandschuhe, Helm) müssen selbst mitgebracht werden. Zum sicheren Verpacken seiner Fundstücke eignet sich Zeitungspapier.

## Skulpturenpark „Mythos Stein“
„Mythos Stein“ ist eine Installation der Soester Künstlerin Renate Geschke. Die 10 Skulpturen im Steinbruchpark entstanden 2002 in Zusammenarbeit mit dem Zementwerk Dyckhoff in Geseke. Sie interpretieren das Archaische im Menschen und die Suche nach Schutz und Geborgenheit. Inspiriert wurden die Werke aus Geseker Kalkstein, Anröchter Grünstein und Zement von Bauwerken steinzeitlichen Kulturen im heutigen Kontext. An jeder Station ist eine kurze Beschreibung. Interaktion mit den Objekten ist erlaubt und Teil der Kunsterfahrung. Falls Bodenbrüter das Kunstwerk belagern, bitte die Vögel nicht stören und auf dem Weg bleiben.
| Bild | Skulptur               | Material + Maße                                                                        | Beschreibung | Interaktion |
| ---- | ---------------------- | -------------------------------------------------------------------------------------- | --- | --- |
|      | Innen und Außen        | Geseker Kalkstein 3,10 m × 2,10 m × 2,00 m                                             | Zum einen, Wahrnehmung des Selbst, des Seins Innen und Außen, Aktiva und Kontemplativa; zum anderen, Schutzsuche, Geborgenheit, sakrale Erfahrung, Innen und Außen als Raum. Aufforderung zum Hingehen, sich als Raum im Raum erfahren. | Sich in das Kunstwerk stellen und raus gucken, Geborgenheit oder Enge spüren. |
|      | Spuren                 | Anröchter Grünstein 2,75 m × 1,17 m × 0,20 m                                           | Erdgeschichte lässt sich am Stein ablesen. Kristalle, Minerale, Dichte des Steins, versteinerte Muscheln, Seeigel, Ammonite erzählen vom Leben im Wasser, einer Lagune vor ca. 90 Millionen Jahren. Arbeitsspuren, Rechtecke, die eine Säge hinterlassen hat, zeigen unsere Arbeitswelt. | Struktur des Steindreiecks betrachten und sich die Versteinerungen, glitzernden Pyrite und Werkzeugspuren ansehen. Mit der Hand über die Oberfläche streichen. Das Material spüren                    |
|      | Dolmen                 | Geseker Kalkstein 3,10 m × 2,10 m × 2,00 m                                             | In der Megalith-Kultur waren Dolmen rituelle Opferstätten, mit Bitten um gute Ernten, Schutz vor Krankheiten, Geborgenheit vor bösen Mächten. | Das Kunstobjekt ist nicht grundlos genau an dieser Stelle. Hier befindet sich tatsächlich ein Kraftort. An den Stein setzen und meditieren, durch das Loch kriechen, Umgebung auf sich wirken lassen. |
|      | Zugang 3 Tore          | Anröchter Grünstein 2,00 m × 0,18 m × 0,15 m                                           | Tore eröffnen Räume, Lebensräume – Zeiträume. Durch ein Tor schreiten, bedeutet etwas verlassen und etwas beginnen Vergangenheit – Gegenwart – Zukunft. In der Megalith-Kultur gab es Ganggräber und Hügelgräber, sie waren dem Verlauf der Sonne ausgerichtet. Zur Wintersonnenwende am 21. Dezember fiel das Sonnenlicht bis in die Grabkammer der Grabstätte, als Zeichen von Neubeginn allen Lebens. | Durch die 3 Tore gehen, Sonne bei Wintersonnenwende beobachten. |
|      | Spirale                | Geseker Kalkstein Durchmesser: 16 m                                                    | Spiralen weisen ins kosmische, haben aber auch den Inhalt von Innen und Außen, sowie Unendlichkeit oder Unsterblichkeit der Seele. | Gehend oder tanzend den Weg der Spirale in die Mitte folgen und wieder zurück zum Anfang. |
|      | Ogham Stones           | Anröchter Grünstein 1,90 m × 0,17 m × 0,18 m                                           | Ogham Steine tragen erste Schriftzeichen des Menschen, die sich bis heute nicht entschlüsseln lassen. | Versuchen, die Schriftzeichen zu entziffern, durch das Loch gucken. |
|      | Säulen von Arkadien    | Beton, Portland-Zement aus dem Werk Geseke Höhe: 4,00 m / Durchmesser: 0,40 m je Säule | Beton schafft Lebensraum, Hausbau, Sakralbauten erhalten und neu entwickeln. An der Küste dem Meer Land abringen, Säulen unseres Lebens, auf der Suche nach Schutz und Geborgenheit | Skulptur aus modernen hochfesten Beton ansehen und von fernen antiken und versunkenen Ländern träumen. (Vorsicht: Brutplatz)                                                                          |
|      | Moving                 | Anröchter Grünstein, Stahl 5 drehbare Elemente je 1,20 m × 0,90 m × 0,20 m             | Moving – Bewegung – Veränderung Veränderung der Lebensräume, äußere wie innere, seit dem Neolithikum (Steinzeit), wird Technik zum Fortschritt, der Mensch entwickelt und gestaltet. | Die dreieckigen Steinelemente in verschiedene Richtungen drehen |
|      | Stone Circle           | Anröchter Grünstein Durchmesser 7 m, 7 Elemente mit einer Höhe von 2,20 m – 2,97 m     | Steinkreise waren in der Megalith-Kultur Kraftpunkte, heilige Orte, verbunden mit dem Kosmos, den Sternen und der Sonne. Sie waren Ort für rituelle Handlungen und dienten als Kalender. | Um den Steinkreis gehen, in den Steinkreis gehen, sich in die Mitte des Steinkreises setzen, zu Sonnenwenden und Tag- und Nachtgleichen Sonne und Mond beobachten                                     |
|      | Klangstein – Lithophon | Geseker Kalkstein 0,80 m × 0,58 m × 0,72 m                                             | Im Innern des Steins ist Bewegung, erfahrbar als Klangobjekt der Urtöne Aufforderung dem Stein Urtöne zu entlocken, mit den Händen über die Flächen streichen oder mit dem Schlägel leicht anschlagen. | Geräusche erzeugen und Musizieren (Funktioniert auch am umgeschmissenen Instrument) |